# Arkhon Infaustus
Arkhon Infaustus is een Franse blackmetalband.
Arkhon Infaustus werd in 1997 opgericht en bracht reeds in 1998 zonder enige demo's de mini-cd "In Sperma Infernum" op het label Mordgrimm uit. De ep "Dead Cunt Maniac" volgde in 2000 waarop de band al duidelijke deathmetal invloeden kreeg. Die albums en een split met de Canadese war-metallers Revenge volgden en Arkhon Infaustus veranderde langzaam in een blackened-deathmetalband. In 2007 verscheen hun vierde studioalbum "Orthodoxyn".

## Bezetting

### Huidige bezetting
- Dk Deviant - Vocalist, gitarist
- Toxik H. - Gitarist
- 666 Torturer - Bassist, vocalist
- Azk.6 - Drummer

## Discografie
- 1998 In Sperma Infernum (ep)
- 2000 Dead Cunt Maniac (ep)
- 2001 Hell Injection
- 2003 Filth Catalyst
- 2003 split met Revenge "The Toddler And The Priest/Deathless Will"
- 2005 Perdition Insanabilis
- 2007 Orthodoxyn